# 切里格羅夫鎮區 (明尼蘇達州古德休縣)
切里格羅夫鎮區（英語：Cherry Grove Township）是位於美國明尼蘇達州古德休縣的一個行政鎮區。

## 地方資料
切里格羅夫鎮區的面積為99.25平方千米，當中陸地面積為99.23平方千米，而水域面積為0.01平方千米。根據2020年美國人口普查的數據，當地共有人口382人，而人口密度為每平方千米3.85人。